# Јошавка Горња
Јошавка Горња је насељено мјесто у општини Челинац, Република Српска, БиХ. Према попису становништва из 2013. у насељу је живјело 442 становника.

## Демографија
| Јошавка Горња Попис 2013: Укупно 442 становника. |              |                |                |
| Година пописа                                    | 1991.        | 1981.          | 1971.          |
| Срби                                             | 557 (98,93%) | 2.208 (91,89%) | 2.403 (99,13%) |
| Хрвати                                           | –            | 4 (0,16%)      | 3 (0,12%)      |
| Југославени                                      | 3 (0,53%)    | 164 (6,82%)    | –              |
| Oстали                                           | 3 (0,53%)    | 27 (1,12%)     | 18 (0,74%)     |
| Укупно                                           | 563          | 2.403          | 2.424          |

- На пописима 1971. и 1981. Јошавка Доња и Јошавка Горња биле су јединствено пописно подручје.